# Alfred Stolle
Alfred Stolle (* 28. April 1905 in Schwelm, Westfalen; † 1. Juli 1992) war ein deutscher Politiker der FDP.

## Ausbildung und Beruf
Alfred Stolle besuchte das Gymnasium und machte im Anschluss eine kaufmännische Ausbildung. Danach war er als Angestellter tätig. Stolle belegte ein Volks- und betriebswirtschaftliches Studium an der Universität Köln und diplomierte 1931 zum Diplom-Kaufmann. 1933 promovierte er zum Dr. rer. pol. Ab 1935 war er in der Berufsstandesorganisation des Handwerks tätig. Er fungierte als Geschäftsführer der Kreishandwerkerschaft Luckau/Lübben und der Kreishandwerkerschaft Frankfurt a.d. Oder. Zum 1. Februar 1940 trat er der NSDAP bei. Stolle leistete seinen Wehrdienst ab und wirkte ab 1945 als Geschäftsführer der Kreishandwerkerschaft Schwelm.

## Politik
Alfred Stolle war ab 1952 Mitglied der FDP. Er war Kreisverbandsvorsitzender der FDP Ennepe-Ruhr und 1952 wurde er zum Stadtverordneten in Schwelm gewählt. Er war Mitglied des Vorstandes des Städtebundes NRW sowie Mitglied im Landesbeirat für Immissionsschutz.
Alfred Stolle war vom 23. Juli 1962 bis zum 25. Juli 1970 Mitglied des 5. und 6. Landtages von Nordrhein-Westfalen, in den er über die Landesliste einzog. Von April 1967 bis Juli 1970 war er stellvertretender Vorsitzender der FDP-Landtagsfraktion.